# Sarh
Sarh (korábban Fort Archambault) a legnagyobb város Csád déli részén, a Chari folyónál. Moyen-Chari régió fővárosa. Lakosainak száma 108 061 fő (2008).
A franciák alapították, azoknak, akik a Kongó-Óceán vasútvonal építkezéseinek munkatáboraiból visszatértek. Ma jelentős közlekedési csomópont, a gyapotipar központja, és éjszakai életéről is ismert.
A város híres szülöttje Catherine Denguiadé, aki Jean-Bédel Bokassa közép-afrikai diktátor felesége, aki császári koronázási ceremóniájakor Közép-Afrika császárnéjá-vá nyilvánított.